# Famille von Goldbeck
 (septembre 2024).
La famille von Goldbeck est une famille noble ancestrale allemande de l'Altmark.

## Histoire
L'origine de la famille noble des Goldbeck remonte à la première moitié du XIIe siècle. Dans un acte de donation de l'abbaye de Fulda datant de 1137, il est fait mention d'un Christianus de Goltbeche. En échange de son admission, la veuve de ce dernier fait don à l'abbaye d'un domaine situé dans l'Altmark. Vers 1180, Borchard de Goltbeke vend 20 jougs de terre à l'abbaye d'Amelungsborn. La lignée de la famille commence officiellement en 1274 avec Rudolf de Goltbeke, qui vit près de la Dosse dans le Prignitz. Son fils Johannes participe en 1309, en tant que "Milites Castrenses", à la conclusion d'un contrat entre l'évêque d'Havelberg (de) Arnold et la ville de Wittstock. La maison ancestrale de la famille est le château de Goldbeck (de). Un acte de fondation de 1285 mentionne Hermann, Gerardus et Henricus de Goltbeke.
À la fin du XVe siècle, Heinrich Goldbeck s'installe à Werben et fonde la branche familiale de Werben. Il a cinq fils, dont le plus jeune George (1515-1577) se rend en Livonie, où il devient capitaine de château au service de l'ordre des chevaliers de Livonie. Il fone la branche familiale de Livonie. Le représentant le plus connu de la branche de Werben est Heinrich Goldbeck (1527-1579), qui étudie avec Martin Luther au Leucorea de Wittenberg et devient plus tard conseiller privé et vice-chancelier sous l'électeur de Brandebourg Joachim II. Pendant une courte période, des membres de la famille se sont également installés à Besançon, en Bourgogne, mais doivent quitter la ville en 1613 en raison des guerres de religion. On parle néanmoins d'une lignée bourguignonne de la famille.
Pendant des siècles, le port du prédicat de noblesse "von" n'est pas habituel chez certaines familles nobles et n'est généralement pas non plus pratiqué par la famille Goldbeck. En 1778, quatre frères Goldbeck, dont le futur grand chancelier prussien Heinrich Julius von Goldbeck (de), reçoivent la confirmation de leur noblesse à leur demande. Cela signifie la reconnaissance de l'origine primitive de la famille. En 1803, Heinrich Julius von Goldbeck reçoit l'ordre de l'Aigle noir, l'ordre prussien le plus élevé. L'ordre de l'Aigle noir est réservé, entre autres, aux princes royaux. Ainsi, jusqu'en 1848, les membres de l'ordre doivent soit être nés princes d'Empire, soit prouver leur ascendance noble d'au moins huit ancêtres nobles.

## Blason

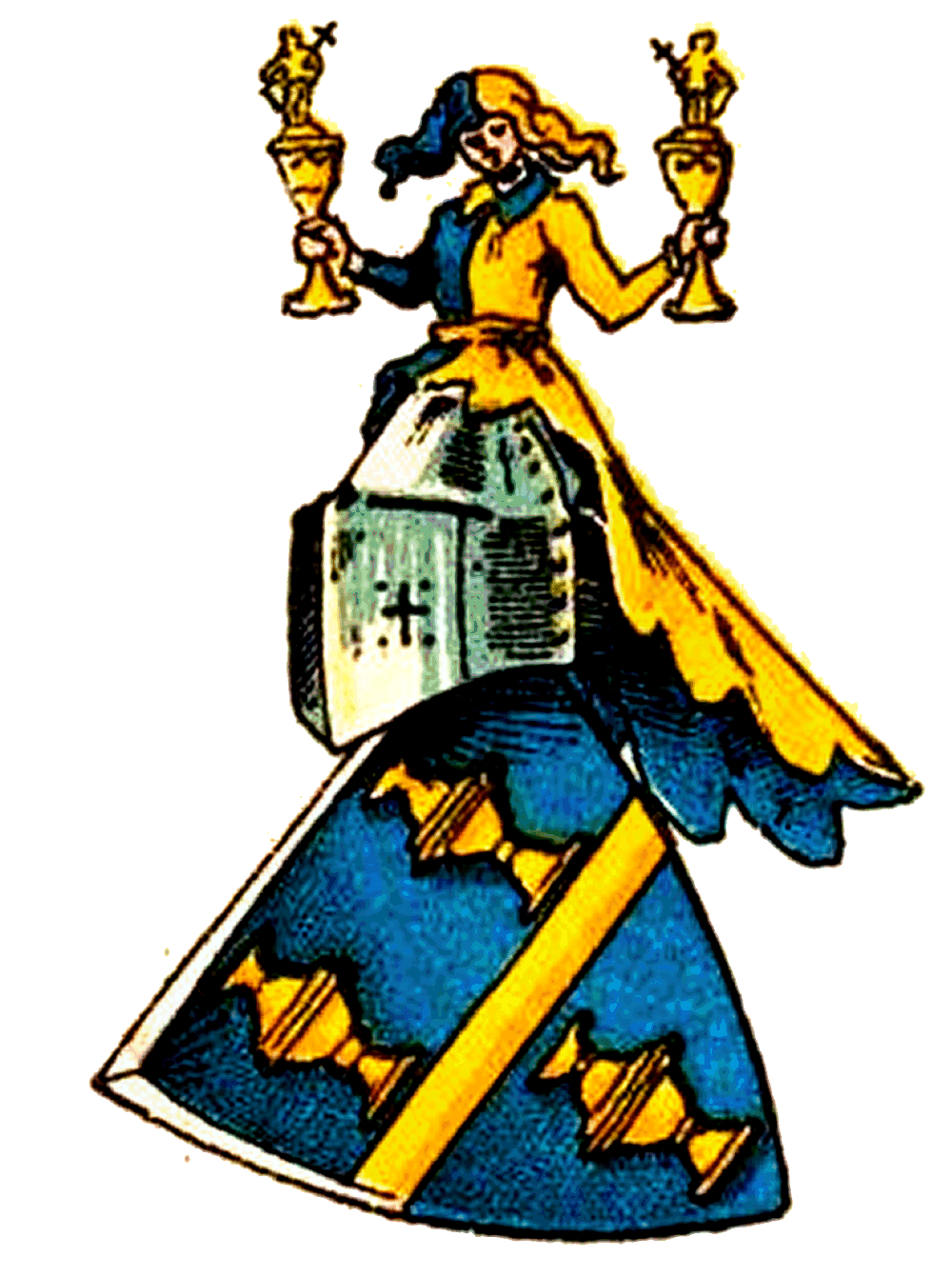
Armoiries de la famille von Goldbeck

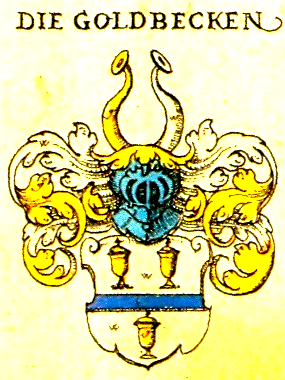
Armoiries de Goldbeck selon Siebmacher

Il existe différentes variantes pour les armoiries familiales : une variante Stendal avec une coupe dans le cimier et une variante à Werben, où une vierge tient deux coupes dans le cimier. Siebmacher a représenté une autre variante en 1605 (p. 172) dans la section "Seigneurs et chevaliers saxons". La version d'aujourd'hui montre une barre dorée accompagnée de trois coupelles couvertes d'or sur fond bleu. Sur le casque à droite bleu-or, à gauche bleu-argent recouvrent deux cornes de buffle, la partie droite or et bleu, la partie gauche bleu et argent. Les couleurs varient également. Dans le signe avec le Dr. Heinrich Goldbeck (Seidel Bilderhandschrift, p. 91) le faisceau (Beke-Bach) n'était pas encore disponible.

## Personnalités
- Heinrich Goldbeck (1460-1525), conseiller et maire de Werben.
- Heinrich Goldbeck (1527-1579), docteur en droit ; conseiller privé et vice-chancelier de l'électorat de Brandebourg
- Andreas Goldbeck (1564-1609), docteur en droit ; conseiller de la cour et du gouvernement de l'électorat de Saxe
- Heinrich Julius von Goldbeck (de) (1733–1818), ministre prussien de la Justice. Nommé grand chancelier par le roi Frédéric-Guillaume II le 7 janvier 1795.
- Carl Friedrich von Goldbeck (1768-1867), directeur de la chevalerie, propriétaire foncier du manoir d'Haselhorst de 1844 à 1859, le Goldbeckweg à Berlin-Haselhorst porte son nom en 1954.
- August von Goldbeck (de) (1792-1864), général de division prussien